# Maximino Caballero Ledo
Maximino Caballero Ledo (* 1959 in Mérida, Spanien) ist ein spanischer Ökonom und Manager sowie Präfekt des Wirtschaftssekretariats des Heiligen Stuhls.

## Leben
Maximino Caballero Ledo studierte Wirtschaftswissenschaften an der Autonomen Universität Madrid und erwarb anschließend einen MBA an der IESE Business School in Barcelona. Er war über zwanzig Jahre lang in Barcelona und Valencia als Finanzmanager mit verantwortlichen Tätigkeiten in mehreren europäischen Ländern, im Nahen Osten und in Afrika. 2007 zog er mit seiner Familie in die Vereinigten Staaten und war als Vizepräsident für das Healthcare-Unternehmen Baxter International mit Sitz in Deerfield, Illinois, tätig.
2020 übernahm Maximino Caballero Ledo auf Bitten seines Jugendfreundes Juan Antonio Guerrero Alves SJ, dem Präfekten des Wirtschaftssekretariats des Heiligen Stuhls, die Aufgabe des Generalsekretärs des Wirtschaftssekretariats.
Papst Franziskus ernannte ihn am 30. November 2022 als Nachfolger des zurückgetretenen Juan Antonio Guerrero Alves zum Präfekten des Wirtschaftssekretariats des Heiligen Stuhls. Am 28. Februar 2023 ernannte ihn Papst Franziskus auch zum Mitglied der Kommission für die vertraulichen Angelegenheiten (italienisch Commissione di materie riservate).
Caballero Ledo ist verheiratet und hat zwei Kinder.